# 4e régiment de zouaves
Le 4e régiment de zouaves (4e RZ) est un régiment d'infanterie français de l'armée d'Afrique, ayant existé entre 1854 et 1962.
Il est l'un des régiments les plus décorés de l'armée française. Il se distingue particulièrement lors de la Première Guerre mondiale, au cours de laquelle il est cité sept fois à l'ordre de l'Armée et obtient la Légion d'honneur. Puis, lors de la Seconde Guerre mondiale, il est à nouveau cité deux fois à l'ordre de l'Armée. Commandé par le colonel Granger, il s'illustre particulièrement au cours de l'« opération Vénérable », en avril 1945, destinée à réduire la poche de Royan.

## Création et différentes dénominations
- 27 septembre 1870 : formation avec des détachements des trois premiers régiments de zouaves. Il se considéra comme l'héritier du régiment de zouaves de la Garde impériale, 4e régiment chronologiquement créé en décembre 1854
- 1er décembre 1872 : réorganisé
- 16 avril 1875 : reconstitué
- 1962 : dissolution

## Devise
Vous, Garde aussi

## Chefs de corps

### Avant la Première Guerre mondiale
- 1870 : colonel Fournes[1]
- 1870-1876 : colonel Méric
- 1876-1881 : colonel Gand
- 1881-1884 : colonel Verrier
- 1884-1889 : colonel Faure Biguet
- 1889-1894 : colonel Jeannerod
- 1894-1896 : colonel Oudard
- 1896-1897 : colonel Maury
- 1897- 1901: colonel Cauchemez
- 1901-1903 : colonel Fonsart
- 1903-1905 : colonel Henri Micheler
- 1907 -: colonel Revertégat

### Première Guerre mondiale
- du 2 août 1914 au 6 septembre 1914 : colonel Pichon
- du 6 septembre 1914 au 14 juillet 1915 : chef de bataillon puis lieutenant-colonel Eychene
- du 14 juillet 1915 au 19 août 1917 : lieutenant-colonel Richaud
- du 27 août 1917 au 15 avril 1918 : lieutenant-colonel Besson[2].
- du 16 avril 1918 au 25 septembre 1919 :  lieutenant-colonel Duplantier
- du 25 septembre au 31 décembre 1919 : lieutenant-colonel Garcin

### Seconde Guerre mondiale
- 1940-1941 : colonel Rime-Bruneau
- 1943-1945 : colonel Pierre Granger[3]

## Historique des garnisons, campagnes et batailles du4ezouaves

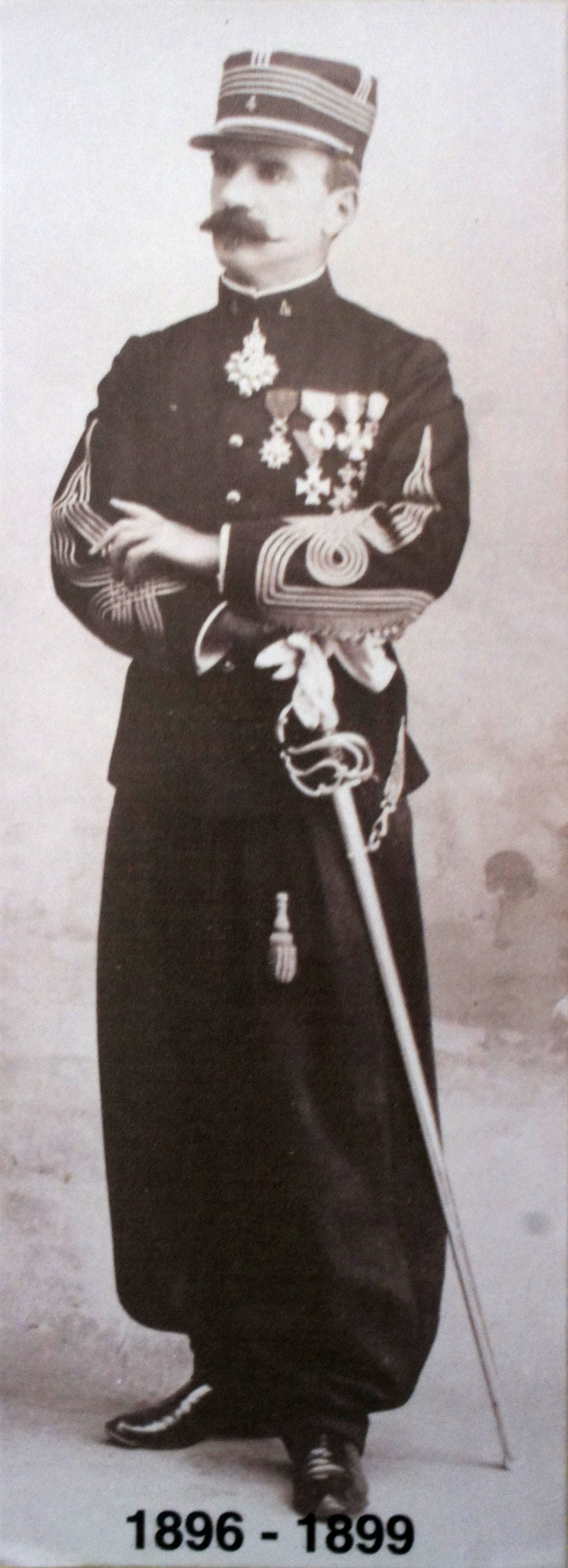
Driant alors qu'il servait au 4e Zouave, fin XIXe siècle, Musée E. Driant.

### De 1870 à 1914
Par décret du 20 novembre 1870 le 4e régiment de zouaves est renforcé par l'amalgame du quatrième bataillon 128e régiment d'infanterie de ligne.
- 1870-1871 : Siège de Paris, bataille de la Malmaison, bataille de Champigny (6 officiers tués et 16 blessés), bataille de Buzenval (6 officiers tués et 8 blessés)
- 1881 : le 4e régiment de zouaves est cantonné à Tunis. Opérations en Tunisie par les 4 régiments.
- 1901-1920 : Le fort de Rosny a abrité le 5e bataillon du 4e régiment de zouaves
- 1907-1914 : Maroc

### Première Guerre mondiale
Le 4e de marche de zouaves est constitué à quatre bataillons le 3e Commandant Ballivet, 4e Commandant Daugan, 5e Commandant Bézu et 11e Commandant Eychène, ce dernier dissous en juin 1916. Sous le commandement du colonel Pichon, le régiment embarqua ses deux premiers bataillons à Bizerte et Tunis et trouva les deux autres en France, à Rosny-sous-Bois. Il fut affecté à la 38e division d'infanterie et au 3e corps d'armée.

#### 1914
Il reçut le baptême du feu à Charleroi le 23 août 1914, dans la région de Tarciennes, puis battit en retraite jusqu'au 29 août, où dans le cadre de la bataille de Guise il se battit à Ribemont. Après la bataille de la Marne, le 4e zouaves reprit la marche en avant et pour battre durement à la ferme d'Hurtebise.

#### 1915
On le trouve en position à proximité de Nieuport-Ville, où il mène, dans la boue, de sanglants combats pour la défense d'Ypres. Le 31 janvier 1915, le régiment quitte la région de Bergues-Quaedypre, et, en deux étapes, par Hondschoote et Furnes, gagne la région des Dunes. Avec quelle joie, officiers et hommes virent les premiers monticules de sable qui, à leurs yeux, après l'expérience de Pypegaele et d'Ypres, représentaient surtout des tranchées propres, exemptes de boue et d'eau où l'on pourrait enfin se coucher, dormir.
Leur bonheur fut cependant de courte durée ; le secteur des Dunes était affecté au 1er régiment de Zouaves. Au 4e, à droite, fut confié la garde du Polder entre les Dunes et la route de Lombaertzyde - Nieuport - ville. La brigade de fusiliers marins de l'amiral Ronarc'h continuait la ligne vers Saint Georges et Ramscapelle. Dans la nuit du 4 au 5 février 1915, après avoir traversé Nieuport en ruines, deux bataillons du régiment, les 3e et 11e, prenaient possession de leur nouveau domaine.
2e bataille d'Ypres : le 23 avril à 5 h, 1re utilisation par les Allemands du gaz de combat[pertinence contestée].
Le régiment combat à la bataille de Lizerne au mois de mai 1915.

#### 1916
Il prend une part glorieuse à la bataille de Verdun, livre des combats acharnés à la cote 304, à Souville, au bois de Vaux-Chapitre il reçoit sa première citation à l'ordre de l'armée. À la reprise du fort de Douaumont il reçoit sa deuxième citation à l'ordre de l'armée. Il enlève Louvemont et la ferme des Chambrettes et les conserve malgré de furieuses contre-attaques là, il reçoit sa troisième citation à l'ordre de l'armée. Il a perdu les deux tiers de son effectif dans la bataille de Verdun. Le 13 novembre 1917 le régiment d'élite le 4e zouaves déjà quatre fois cité à l'ordre de l'armée.

#### 1917
Il gagne sa quatrième citation et le droit au port de la fourragère aux couleurs du ruban de la Médaille militaire en combattant autour de la ferme et du monument d'Hurtebise en avril, il reçoit sa cinquième citation pour la prise de la Malmaison.

#### 1918

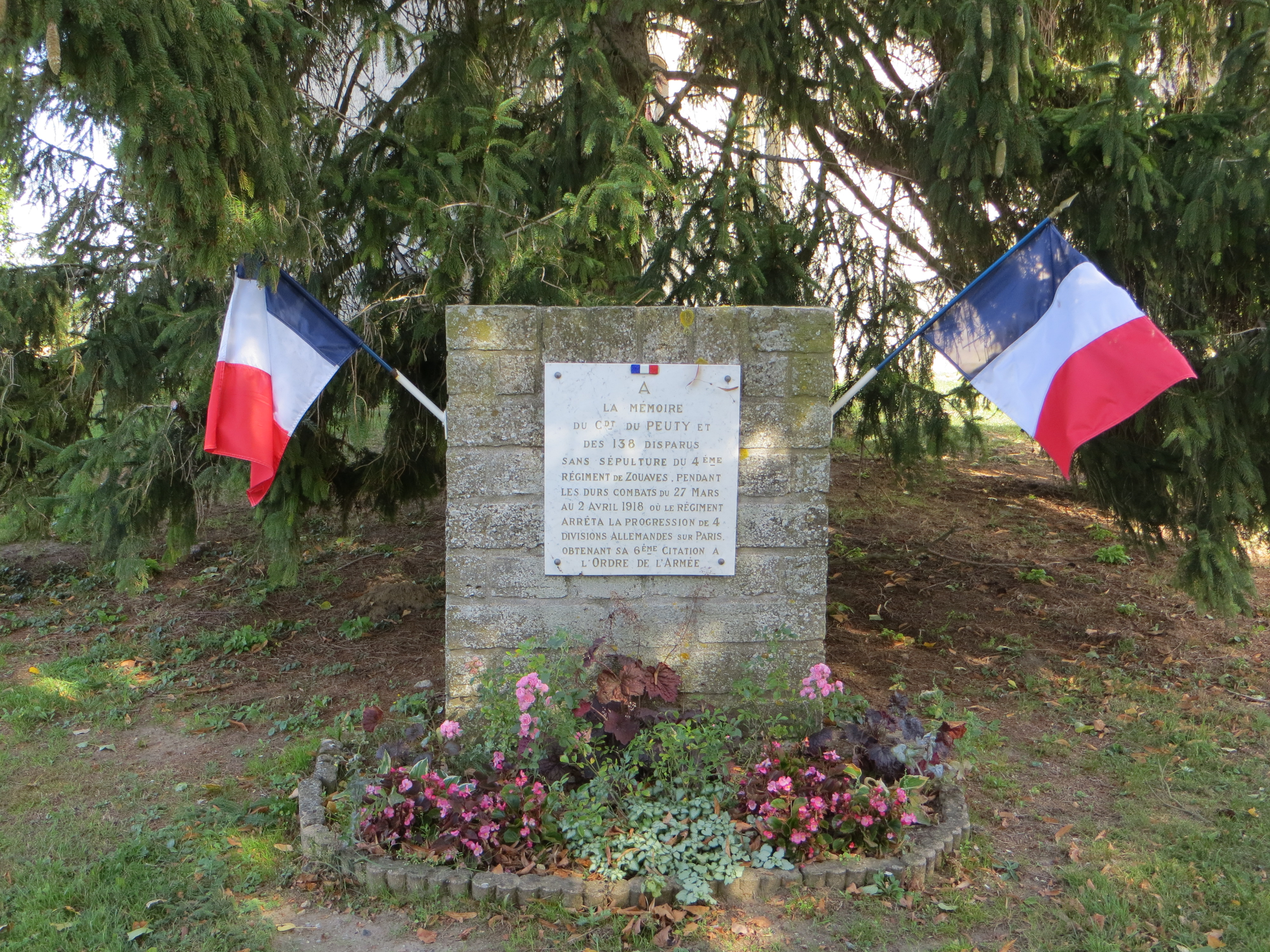
Plaque commémorative à Hainvillers

Du 27 au 31 mars 1918, le 4e zouaves prend sa part de lutte contre l'offensive allemande à Orvillers-Sorel, Hainvillers... Il arrête l'ennemi et gagne sa 6e citation et la fourragère aux couleurs du ruban de la Légion d'honneur.
Le 20 août 1918, le régiment libère Ourscamps.
Il perd pendant la campagne 9 351 officiers, sous-officiers et soldats.
Par décret du 5 juillet 1919, son drapeau reçoit la croix de la Légion d'honneur.

### Entre-deux-guerres
- 1919 : il rejoint ses garnisons traditionnelles de Tunis (caserne Saussier et de la Casbah), La Goulette et Le Kef (camp des oliviers).
- 1925-1926 : le bataillon met sur pied un bataillon pour les opérations du Rif.

### Seconde Guerre mondiale

#### Campagnes de France 1939-1940
À la mobilisation de 1939, la division de Tunis à laquelle appartient le 4e régiment de zouaves est dissoute et devient la 84e division d'infanterie d'Afrique. Cette division embarque fin mai 1940 pour venir en renfort dans la bataille de France. Début juin 1940, Maintenon et la vallée de la Voise sont tenus par le 4e régiment de zouaves (4e RZ).
Sous les assauts allemands, le régiment ne compte plus que l'effectif de deux compagnies le 17 juin 1940. Le 4e zouaves retarde à nouveau l’avance allemande en faisant sauter le pont de La Roche-Posay sur la Creuse, ce qui permet d’évacuer l’or entreposé dans la Banque de France de Poitiers. Il reçoit une huitième palme à la Croix de Guerre de son drapeau.

#### Campagnes de la libération 1943-1945
Après le débarquement allié en Afrique du Nord en novembre 1942 et la reformation de l'armée française, les zouaves à cause de la crise des effectifs recrutent aussi des musulmans et deviennent des unités mixtes. Lors de la campagne de Tunisie, le 4e zouaves est directement rattachée au 19e corps d'armée pour l'offensive de mai 1943.
Le 4e RZ prend part à la libération de la France. Il est rattaché au détachement d’armée de l'Atlantique, grande unité commandée par le général de Larminat et chargée de la liquidation des poches de résistance allemande de la pointe de Grave, à Royan et à La Rochelle sur la côte atlantique.
Au cours de l'« opération Vénérable » qui se déroule du 14 au 17 avril 1945 et destinée à réduire la poche de Royan, le 4e RZ prend la plus large part dans la victoire. Le total des pertes de l'opération pour ces quatre journées est de 154 tués et 700 blessés. Le 4e RZ compte à lui seul 60 tués, dont 45 musulmans (principalement tunisiens), et 250 blessés. Il fait plus de 2 000 prisonniers et reçoit une neuvième palme à la Croix de Guerre de son drapeau pour ces faits d'armes,,,.

### Depuis 1945

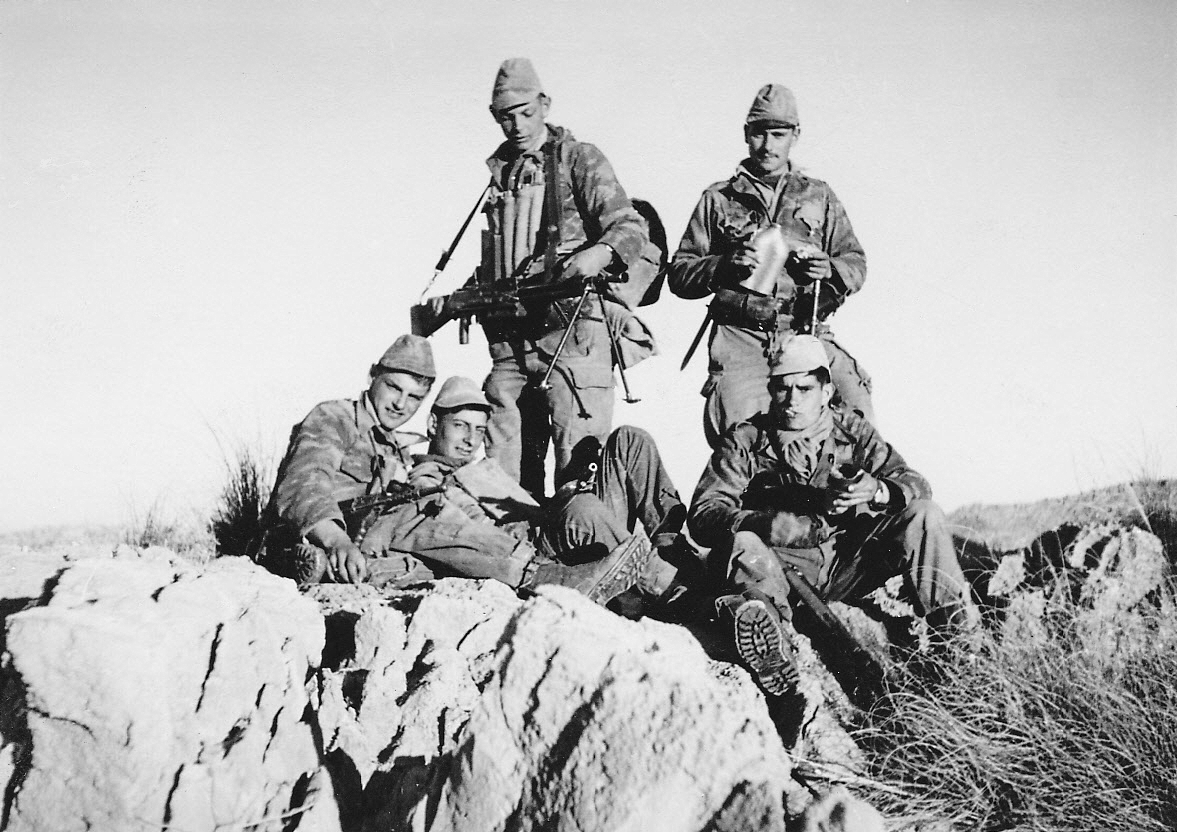
Commando de chasse V66 du 4e régiment de zouaves durant la guerre d'Algérie entre 1960 et 1962. Il est équipé d'un fusil-mitrailleur MAC 24/29.

Fin mai 1945, le régiment quitte la zone de La Rochelle et s'installe 25 mai en région parisienne. Du 1er au 16 juin, il organise des détachements de garde des banques opérant l'échange des billets de francs demandé par René Pleven. Un bataillon du régiment rend les honneurs place de la Concorde le 18 juin lors de la fête de la Victoire.
- 1947-1954 : Indochine

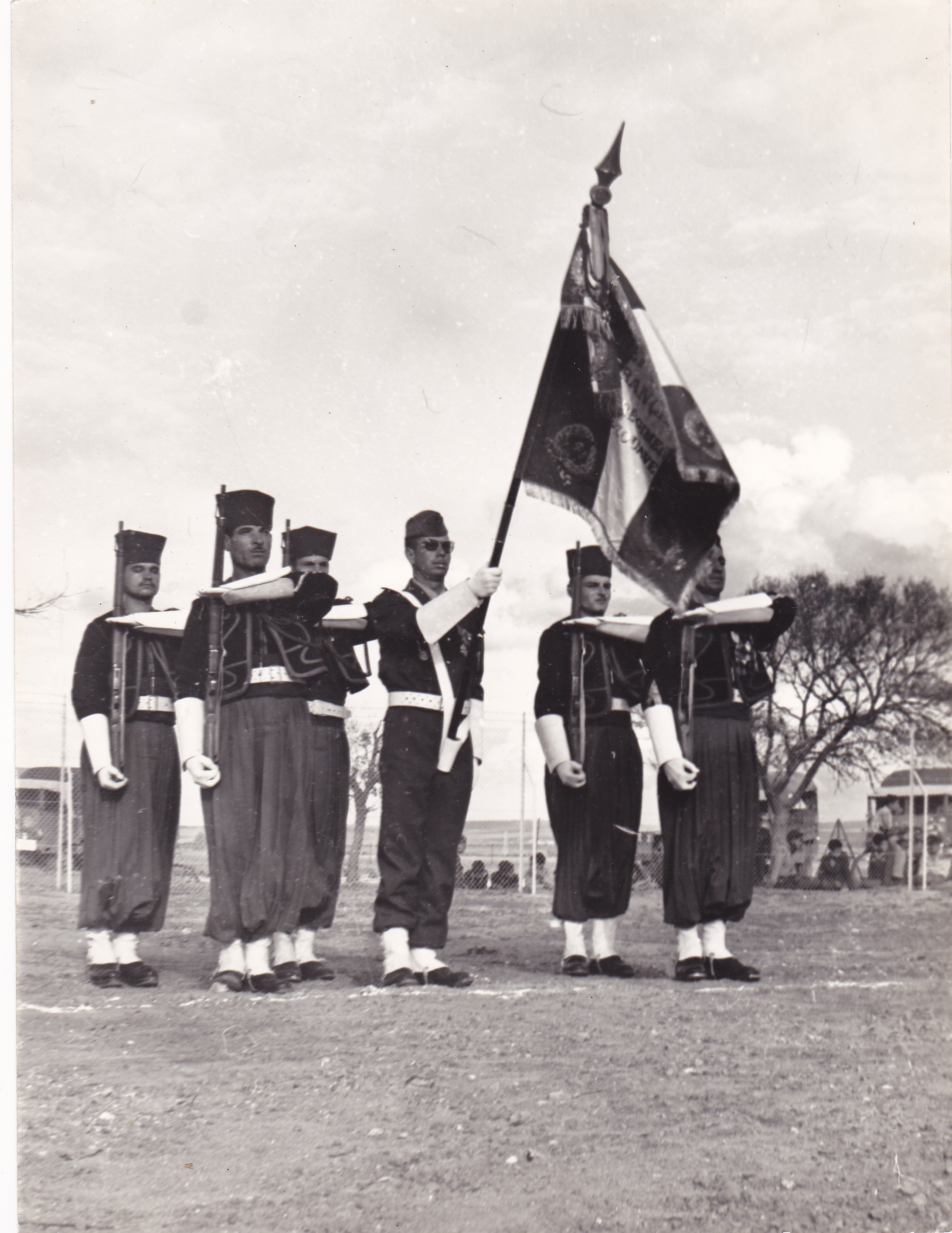
garde d'honneur du drapeau pendant les années 1960.

- 1954 (?) - 1957 (?) : caserne Japy à Bizerte en Tunisie.
- ? -août 1958 : casernes Foch et Faidherbe à Tunis.
- 1958-1962 : M'sila, pipeline d'Hassi-Messaoud à Bougie, Mechta Bichara, Hodna.

Le 4e zouave fait partie du corps d'armée de Constantine, zone ouest.
- Il disparaît définitivement en 1962.

Au cours de la protection de la mise en place du pipeline, base à M'zita, puis à Oued Amizour, la base arrière étant toujours à M'sila. Le 4e zouaves est ensuite basé dans les Monts du Hodna dans les Maadids à Mechta Bichara. Il s'installe dans de grands bâtiments en préfabriqué mais garde pour les services les « Sofaco », préfabriqués légers à montage rapide qui lui avaient servi au cours de la protection du montage du pipeline. Ont été construits en dur, le mess des officiers et les douches, regroupant la CCAS et l'abri pour les trois groupes électrogènes et les batteries de la section de transmissions.

## Inscriptions portées sur le drapeau du régiment
Il porte, cousues en lettres d'or dans ses plis, les inscriptions suivantes :
- Sébastopol 1854
- Magenta 1859
- Solférino 1859
- La Marne-L'Yser 1914
- Verdun 1916
- La Malmaison 1917
- Noyon-L'Oise 1918
- Soissonnais 1918
- Royan 1945

## Décorations
- La Fourragère aux couleurs du ruban de la médaille militaire (jaune et vert) lui est attribuée le 13 novembre en 1917
- La Fourragère à la couleur du ruban de la Légion d'honneur (rouge) lui est attribuée le 5 mai 1918
- Légion d'honneur reçue le 5 juillet 1919
- Croix de Guerre 1914-1918 avec sept palmes
- Croix de guerre 1939-1945 avec deux palmes
- Médaille d'or de la Ville de Milan.

## Marche du4eZouaves
Comme pour tous leurs camarades des autres régiments de Zouaves, les zouzous du "4" ont pour chant de tradition : Pan Pan l'Arbi !. Notons que les zouaves d’après 1945 entonnent aussi Les Africains.

## Personnalités ayant servi au4eRZ
- Marie-Georges Picquart rejoint le régiment en 1879 et jusqu'en 1880, futur Ministre de la Guerre et protagoniste de l'Affaire Dreyfus.
- Émile Driant y a servi en tant que capitaine en Tunisie à partir de 1888.
- En juin 1904, Philippe d’Anselme (futur général) rejoint le 4e Zouave au Maroc comme chef de bataillon.
- Au début de la guerre de 14, le futur général Giraud est colonel au régiment.
- Pierre Teilhard de Chardin, jésuite, célèbre anthropologue et écrivain, a rejoint le régiment lors de sa mobilisation comme brancardier en 1915 dans le régiment. Il a été quatre fois cité à l'ordre de l'armée pour son dévouement et son courage et décoré de la médaille militaire, la croix de guerre (et légion d'honneur en 1921), refusant les honneurs pour être plus proche de la troupe, il restera dans le régiment comme caporal brancardier jusqu'à l'armistice de novembre 1918.
- Albert Piault (1914-1944), résistant français, Compagnon de la Libération, y a effectué son service militaire en 1934.

## Sources et bibliographie
- Livre d'or du 4e régiment de zouaves, Tunis, Weber, 1920, 22 p., lire en ligne sur Gallica.
- Historique du 4e régiment de zouave 1914-1918, Anonyme, Imp. Française, sans date
- Les Africains 1830-1960, Historama, hors-série no 10, 1970
- Anthony Clayton (trad. de l'anglais par Paul Gaujac), Histoire de l'armée française en Afrique : 1830-1962 [« France, soldiers and Africa »], Paris, A. Michel, 1994, 550 p. (ISBN 978-2-226-06790-6, OCLC 30502545)